# Igor Kurnosow
Igor Dmitrijewicz Kurnosow, ros. Игорь Дмитриевич Курносов (ur. 30 maja 1985 w Czelabińsku, zm. 8 sierpnia 2013 w Czelabińsku) – rosyjski szachista, arcymistrz od 2003 roku.

## Kariera szachowa
Grę w szachy poznał w wieku 4 lat. Wielokrotnie startował w finałach mistrzostw Rosji w różnych kategoriach wiekowych, w 2003 r. zdobywając tytuł mistrza kraju do 18 lat. Dwukrotnie reprezentował swój kraj na mistrzostwach świata juniorów, w kategoriach do 18 (Kallithea 2003) i 20 lat (Stambuł 2005).
Do jego międzynarodowych sukcesów należą:
- dz. I m. w Ałuszta (2002, wspólnie z Ernesto Inarkiewem i Aleksandrem Obuchowem),
- dz. I m. w Sierpuchowie (2002, wspólnie z Denisem Chismatullinem),
- II m. w Groningen (2003, za Friso Nijboerem),
- dz. I m. w Czelabińsk (2004, wspólnie z Jewgienijem Swiesznikowem i Igorem Łysyjem),
- dz. I m. w Bad Wiessee (2004, wspólnie z Witalijem Gołodem, Piotrem Bobrasem, Igorem Chenkinem i Karelem van der Weide),
- dz. I m. w Mińsku (2006, wspólnie z Aleksiejem Fiodorowem i Jewgienijem Miroszniczenko),
- dz. I m. w Moskwie (2006, turniej Aerofłot Open-A2, wspólnie z m.in. Jurijem Drozdowskim, Michele Godeną i Merabem Gagunaszwilim),
- dz. II m. w Moskwie (2008, turniej Aerofłot Open-A1, za Artiomem Timofiejewem, wspólnie z m.in. Zacharem Jefimienko, Baadurem Dżobawą, Aleksandrem Łastinem, Siergiejem Wołkowem i Aleksandrem Mojsiejenko).
- I m. w Tromsø (2008),
- I m. w Hastings (2008/09),
- dz. I m. w Orisie (2009, wspólnie z m.in. Jurijem Drozdowskim, Andriejem Ryczagowem i Jurijem Kuzubowem),
- I m. w Oslo (2011, turniej Politiken Cup),
- dz. I m. w Biel (2012, turniej open, wspólnie z Siergiejem Mowsesjanem i Romainem Édouardem),
- dz. I m. w Nachiczewanie (2013, wspólnie z Gadirem Gusejnowem i Aleksandrem Szymanowem).

Najwyższy ranking w dotychczasowej karierze osiągnął 1 maja 2010 r., z wynikiem 2680 punktów zajmował wówczas 52. miejsce na światowej liście FIDE.
Zginął tragicznie w wypadku drogowym, potrącony przez samochód.